# Анри дьо Тонти
Анри дьо Тонти (1649? – 1704) е войник, свързан с Рене Робер дьо Ла Сал в търговията с кожи и в проучванията на региона на Големите езера и долината на Мисисипи. Помага за установяването на първото постоянно европейско селище в долната част на река Мисисипи през 1686 г. То е наречено Арканзас пост и е малък търговски пост в устието на Река Арканзас. Затова Тонти често е наричан „Бащата на Арканзас“.

## Ранни години
Роден е през 1649 или 1650 г. в Гаета, Италия. Син на Лоренцо дьо Тонти и Изабел ди Лието. Баща му е бивш губернатор на Гаета и финансист. Заради участието му в неуспешния бунт срещу испанския вицекрал в Неапол, Баща му търси убежище във Франция. Анри влиза във френската армия през 1668 г.като кадет, а по-късно служи във флота. Губи дясната си ръка по време на Сицилианските войни.

## Експедиции
През юли 1678 г. заминава с Ла Сал за Канада. През пролетта на 1682 г. взима участие в експедицията на Ла Сал до делтата на Мисисипи. Неговите писма и мемоари от тази и други експедиции съдържат ценна информация за Ла Сал и проучването но долината на Мисисипи. През 1683 г., след като Ла Сал заминава за Франция, Тонти е оставен да командва Форт Сен Луи на река Илинойс. В началото на 1686 г., след като научава, че Ла Сал е отплавал от Франция, за да намери делтата на Мисисипи откъм Мексиканския залив, Тонти отплава надолу по реката, с надеждата да се срещне с него. След като не намира Ла Сал и хората му, той се връща до устието на река Арканзас, където оставя няколко мъже да основат малък търговски пост, наречен Арканзас Пост. През по-голямата част от 1687 г. Тонти участва в битки с ирокезите и англичаните. През 1688 г. се завръща във Форт Сен Луи на Илинойс, където научава за смъртта на Ла Сал в Тексас. Тонти организира експедиция, за да открие оцелели и тялото на Ла Сал. Експедицията навлиза в земите на кадоанските племена в началото на 1690 г. Не намира оцелели от експедицията, нито тялото на Ла Сал, а и индианците не са склонни да му помагат. След неуспешното търсене той се връща на изток и през 1700 г. предприема ново пътуване надолу по Мисисипи, за да се срещне с Пиер Ле Мойн д’Ибервил, който преди това основава колония в Луизиана. През 1702 г. е назначен от Д’Ибервил за посредник с индианците. Тонти продължава да служи на колонията и при приемника на Д’Ибервил, Жан Баптист Ле Мойн дьо Биенвил. През август 1704 г. Тонти се разболява от жълта треска и умира в стария град Мобил на 4 септември 1704 г.